# Amparo Agua Tinta
Amparo Agua Tinta es una localidad del estado mexicano de Chiapas. Es parte del municipio de Las Margaritas.

## Demografía
| Gráfica de evolución demográfica |
|                                  |

| Censo | Población |
| ----- | --------- |
| 1970  | 256       |
| 1980  | 331       |
| 1990  | 490       |
| 2000  | 639       |
| 2010  | 763       |
| 2020  | 1 203     |